# Вилла Диодати

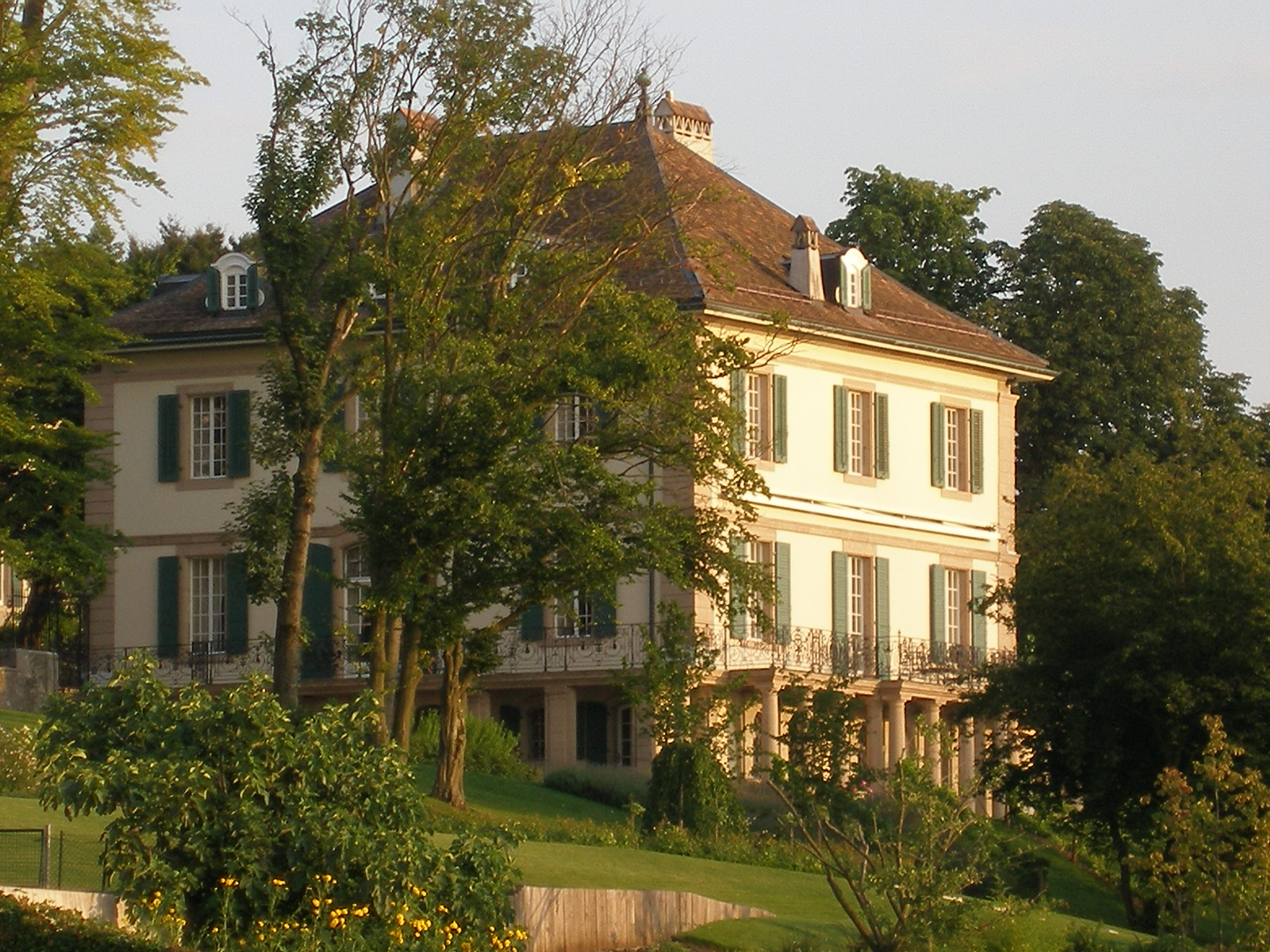
Вилла в 2008 году

Вилла Диодати — особняк в общине Колоньи на берегу Женевского озера в Швейцарии, примечательный тем, что лорд Байрон арендовал его и останавливался там с Джоном Полидори летом 1816 года. Мэри Шелли и Перси Биш Шелли снимали дом неподалёку и были частыми гостями на вилле. Из-за плохой погоды в июне 1816 года они проводили много времени в доме, придумывая истории для рассказа друг другу. Две из таких историй позже превратились в знаковые произведения в жанре готической литературы: «Франкенштейн» Мэри Шелли и «Вампир» Джона Полидори.

## История виллы
Первоначально здание называлось Villa Belle Rive, Байрон назвал её виллой Диодати в честь семьи, которой она принадлежала. Семья имела дальние родственные связи с итальянским переводчиком Джованни Диодати, дядей Чарльза Диодати, близкого друга поэта Джона Мильтона. Несмотря на информацию с мемориальной доски на вилле, рассказывающей о предполагаемом посещении виллы Милтоном в 1638 году, есть основания полагать, что вилла была построена не ранее 1710 года, что намного позже смерти Милтона.

### Лето 1816 года

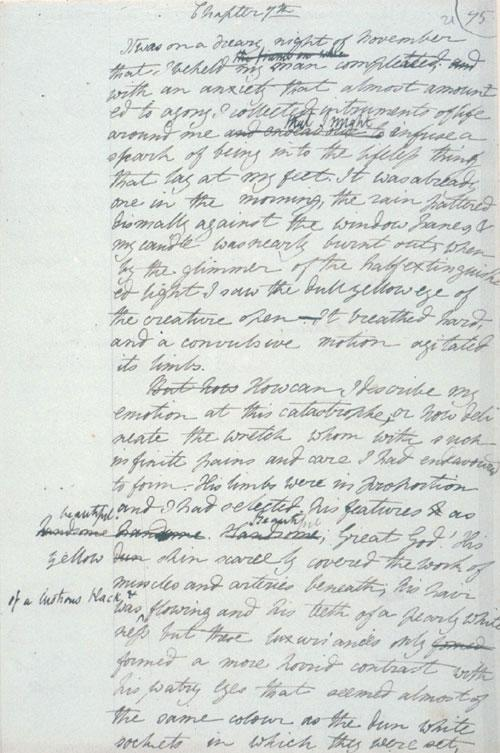
Первые наброски «Франкенштейна», начатые Мэри Шелли на вилле Диодати, с заметками Перси Шелли на полях

Лорд Байрон арендовал виллу с 10 июня по 1 ноября 1816 года. Скандал, связанный с его разлукой с женой, слухи о романе с единокровной сестрой и постоянно растущие долги вынудили его покинуть Англию в апреле 1816 года. Байрон и его врач Джон Полидори прибыли на Женевское озеро в мае, где поэт встретился и подружился с Перси Бишем Шелли, который путешествовал со своей будущей женой Мери Годвин (теперь более известной как Мэри Шелли). Байрон и Полидори жили на вилле Диодати, а Шелли снял дом поменьше под названием Maison Chapuis неподалёку. К компании также присоединилась сводная сестра Мэри, Клэр Клермонт, с которой у Байрона был роман в Лондоне.
Лето 1816 года было не по сезону холодным и ненастным. Из-за дождя в июне компания проводила время на вилле, впятером они начали читать фантастические рассказы, в том числе «Фантасмагориану». Байрон предложил каждому из присутствующих придумать свои страшные истории. Мэри Шелли придумала рассказ о чудовище, который позже развила в роман «Франкенштейн, или Современный Прометей», а вдохновлённый историей Байрона Полидори позже написал «Вампира», впервые в художественной литературе описав современный образ вампира.
Изначально «Вампир» Полидори был напечатан под авторством Байрона. Свой «Фрагмент новеллы», придуманный на вилле, Байрон опубликовал вместе с «Мазепой». Также на вилле Байрон написал третью песню поэмы «Паломничество Чайльд-Гарольда».

### Дальнейшая судьба
Вскоре после смерти Байрона вилла Диодати стала местом паломничества поклонников поэта и романтизма. У французского писателя Оноре де Бальзака один из персонажей его романа «Альбер Саварюс» (1836) заметил: «Наше озеро так красиво! Лорд Байрон жил здесь около семи лет на вилле Диодати; её теперь все посещают, как посещают Коппе и Ферней» (дома мадам де Сталь и Вольтера соответственно).
В 1945 году французский художник Бальтюс на короткое время переехал на виллу. Колумнист Таки писал, что во время посещения виллы Диодати в 1963 году она принадлежала семье бельгийского теннисиста Филиппа Уошера. В 2011 году статья The New York Times сообщила, что вилла находится в частном владении и разделена на «роскошные апартаменты» («англ. luxury apartments»).

## В культуре
В 2020 году вышел эпизод «Призраки виллы Диодати» британского научно-фантастического телесериала «Доктор Кто».

## Галерея
| - Вид на Женевское озеро с виллы - Вилла в 2008 году - Ворота виллы - Входная дверь |